# Plaza pública de Bacolod
La plaza pública de Bacolod es uno de los hitos destacados de la ciudad de Bacolod, la capital de Negros Occidental, en Filipinas. Se encuentra ubicado en el corazón del centro de la ciudad, cerca del ayuntamiento y frente a la Catedral de San Sebastián. La plaza es un parque trapezoidal con un cinturón de árboles alrededor de la periferia y una glorieta en el centro.
La plaza fue construida en 1927 como un lugar para la recreación, las actividades políticas, espirituales y culturales. Es un sitio bastante popular para ir de pícnic al aire libre y conciertos. El mirador es a menudo utilizado para albergar un quiosco de música. En los laterales del techo están los nombres de los compositores de música clásica occidental Beethoven, Wagner, Haydn y Mozart.